# حریف، مصیاف
حریف (به عربی: الحریف) یک روستا در سوریه است که در ناحیه مرکزی مصیاف واقع شده‌است. حریف ۱٬۷۸۹ نفر جمعیت دارد.